# John Forsell
Carl Johan Jacob (John) Forsell, född 6 november 1868 i Stockholm, död 30 maj 1941 i Stockholm, var en svensk operasångare (baryton) och sångpedagog. Han var 1924–1939 chef vid Kungliga Teatern.

## Biografi
Forsell tog studenten 15 maj 1888 vid Södra Latinläroverket. Strax därefter lät han våren 1888 skriva in sig vid Polacksbacken som volontär vid Upplands regemente och 1890 utexaminerades Forsell från Karlberg som underlöjtnant. Han befordrades till löjtnant 1896. Han beviljades avsked och övergång i reserven vid Upplands regemente året därpå. Samtidigt hade han utbildat sig till gymnastikdirektör och tagit examen vid Gymnastiska Centralinstitutet 1894.
Han var elev vid musikkonservatoriet i Stockholm 1892–1894 och studerade där sång för Julius Günther. De följande två åren ägnade han åt sångstudier i Paris för Saint-Yves Bax. Hemkommen 1894 började han själv på hösten att undervisa i sång, samtidigt som han bedrev studier i scenisk framställningskonst för Anders Willman. År 1895 studerade Forsell plastik för Signe Hebbe.
Forsell debuterade som barytonsångare vid Stockholmsoperan den 26 februari 1896 som Figaro i Barberaren i Sevilla och senare under året som Escamillo i Carmen den 10 maj och som Kung Alfonzo i Leonora av Donizetti den 3 juni. Han verkade där fram till 1918 och åren 1924–1939 som dess chef. John Forsell utnämndes till hovsångare 1909.
Som sångpedagog hade Forsell många elever, först 1924–1931 vid Musikhögskolan och därefter vid Operaskolan 1936–1941. Han var omvittnat sträng, och alla tvingades lära hantverket från grunden. Hans Sångprof, med privata anteckningar från provsjungningar i operahuset, finns bevarade. Från Jussi Björlings prov till Operaskolan 1928 antecknades: ”Märkvärdigt bra, fenomen 17 år. Bör anammas och skötas! Bör kunna bli något …” Björling blev senare Forsells elev 1930–1931.
Forsell var son till sjökaptenen Carl August Joseph Forsell och Johanna Gustafva Axeline, född Åberg, samt bror till Anna Söderblom. Jacob Forsell var hans farfar och Carl af Forsell var hans farfars bror. Familjen bodde på Riddargatan i Stockholm innan den 1881 flyttade till Stadsgårdshamnen.
Han var gift med operasångaren Gurli Carlström (1880–1935) och far till operasångaren Björn Forsell, journalisten Vidar Forsell, som var gift med Zarah Leander, samt kriminalförfattaren Loulou Forsell, gift med Anders Börje.
John Forsell är begravd på Stadskyrkogården i Alingsås.

## Eftermäle
Forsell var inblandad i en skandal efter att ha fått ett förolämpande brev från tonsättaren och musikkritikern Wilhelm Peterson-Berger. När de båda möttes på Gustaf Adolfs torg 13 september 1897 tackade han Peterson-Berger med ”Tack för brevet!” och attackerade honom med knytnävarna. Forsell tvingades senare att framföra en offentlig ursäkt inför operachefen och operans artister, dock först sedan han tillåtits läsa upp Peterson-Bergers brev. Forsell dömdes senare inför krigsrätt till tre dagars arrest för sitt tilltag. Detta kom dock inte att hindra hans fortsatta framgångar på scenen.
Forsells 60-årsfirande, inklusive hans insats som Don Juan, besjungs av Ernst Rolf i ”En sak för sig”, inspelad den 13 april 1929. Ernst Rolf nämner även Forsell i "Städernas stad" som en av Stockholms sevärdheter. Han omnämns även i texten till ”Den glade bagarn i San Remo” av Evert Taube.
Under sin tid som chef på Operan 1924–1939 dominerade han helt verksamheten, och hans styre har beskrivits som upplyst despoti.

## Produktioner

### Operaroller (urval)
- Carmen (Barberaren och Toreadoren)
- Leonora av Donizetti (Kung Alfonzo)
- Trollflöjten (Monostatos)
- Don Giovanni (Don Giovanni)
- Trubaduren (Greve Luna)
- Rigoletto (Rigoletto)
- La traviata (Giorgio Germont)
- Figaros bröllop (Greve Almaviva)
- Eugen Onegin (Eugen Onegin)
- Faust (Valentin)
- Tannhäuser (Wolfram)
- Carmen (toreadoren)
- Barberaren i Sevilla (Figaro)
- Pajazzo (Tonio och Silvio)
- Otello (Jago)
- Tirfing av 
Stenhammar 1898-99 (Vidar)

### Filmografi
- 1962 – Fåfängans marknad

### Diskografi
- Liliedahl, Karleric (1977). John Forsell (1868-1941). Nationalfonotekets diskografier, 0586-674X ; 510. Stockholm: Kungl. bibl. Libris 409501
- The vocal music in historic interpretations : acoustical recordings (1888–1924) / Edvard Grieg. Simax PSC 1810. 1993. – Innehåll: 1. Digte af Henrik Ibsen. En svane; 2. Hjertets melodier. Jeg elsker dig; 3. Album for mannsang. Den store, hvide flok; 4. Udfarten.
- Den siste sångarfursten = The last singing despot. Caprice CAP 21586 (4 cd). 1998.

## Utmärkelser

### Svenska utmärkelser
- Konung Oscar II:s och Drottning Sofias guldbröllopsminnestecken, 1907.[5]
- Konung Gustaf V:s jubileumsminnestecken med anledning av 70-årsdagen, 1928.[6]
- Kommendör med stora korset av Nordstjärneorden, 6 juni 1939.[7]
- Kommendör av första klassen av Nordstjärneorden, 25 november 1933.[8]
- Riddare av Nordstjärneorden, 1915.[9]
- Kommendör av första klassen av Vasaorden, 16 juni 1928.[10]
- Kommendör av andra klassen av Vasaorden, 19 maj 1919.[11]
- Riddare av första klassen av Vasaorden, 1903.[12]

### Utländska utmärkelser
- Storkorset av Lettiska Tre Stjärnors orden, tidigast 1935 och senast 1940.[13][14]
- Storofficer av Lettiska Tre Stjärnors orden, tidigast 1928 och senast 1931.[6][15]
- Kommendör av första graden av Danska Dannebrogorden, tidigast 1935 och senast 1940.[13][14]
- Kommendör av andra graden av Danska Dannebrogorden, tidigast 1925 och senast 1928.[15][16]
- Riddare av Danska Dannebrogorden, tidigast 1905 och senast 1908.[17][18]
- Kommendör av första klassen av Finlands Vita Ros’ orden, tidigast 1931 och senast 1935.[6][13]
- Kommendör av andra klassen av Finlands Vita Ros’ orden, tidigast 1918 och senast 1921.[19][20]
- Storriddare med stjärna av Isländska falkorden, tidigast 1931 och senast 1935.[6][13]
- Kommendör med stjärna av Norska Sankt Olavs orden, tidigast 1931 och senast 1935.[6][13]
- Kommendör av andra klassen av Norska Sankt Olavs orden, tidigast 1925 och senast 1928.[15][16]
- Kommendör av första klassen av Spanska Civilförtjänstorden, tidigast 1928 och senast 1931.[6][15]
- Kommendör av Belgiska Kronorden, tidigast 1925 och senast 1928.[15][16]
- Kommendör av Bulgariska Civilförtjänstorden, tidigast 1925 och senast 1928.[15][16]
- Kommendör av Grekiska Frälsarens orden, tidigast 1925 och senast 1928.[15][16]
- Kommendör av Italienska Kronorden, tidigast 1925 och senast 1928.[15][16]
- Storkorset av Österrikiska Hederstecknet, tidigast 1928 och senast 1931.[6][15]
- Officier de l’Instruction publique av Franska Akademiska palmen, tidigast 1905 och senast 1908.[17][18]
- Första klassen av Schaumburg-Lippeska förtjänstorden, tidigast 1915 och senast 1918.[5][19]

## Bildgalleri

John Forsell som barn (till höger) med sin mor Axeline, systern Anna och brodern Carl.
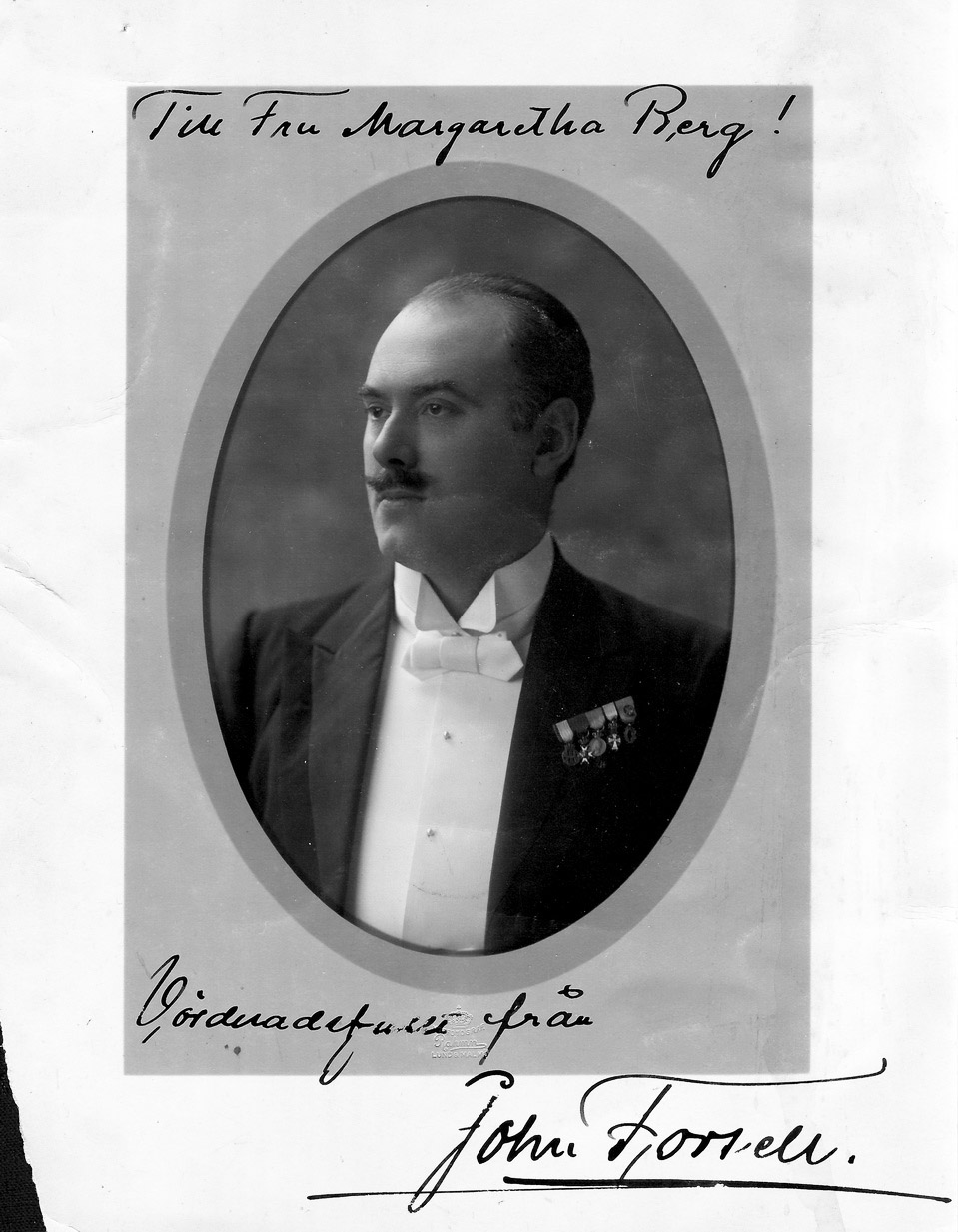
John Forsell på foto med personlig dedikation till Margaretha Berg.
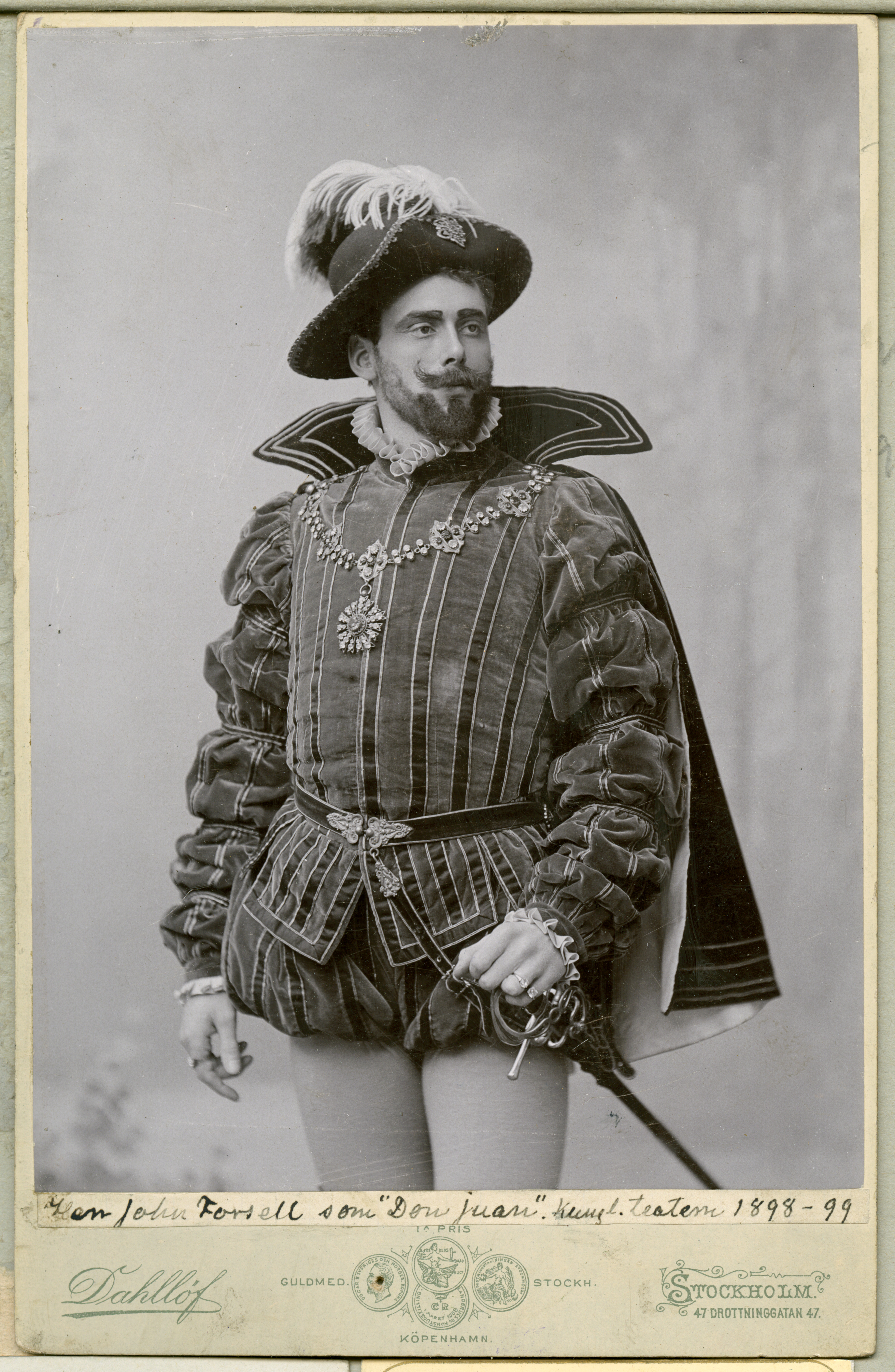
Titelrollen i Don Juan (Don Giovanni), Stockholmsoperan 1898.
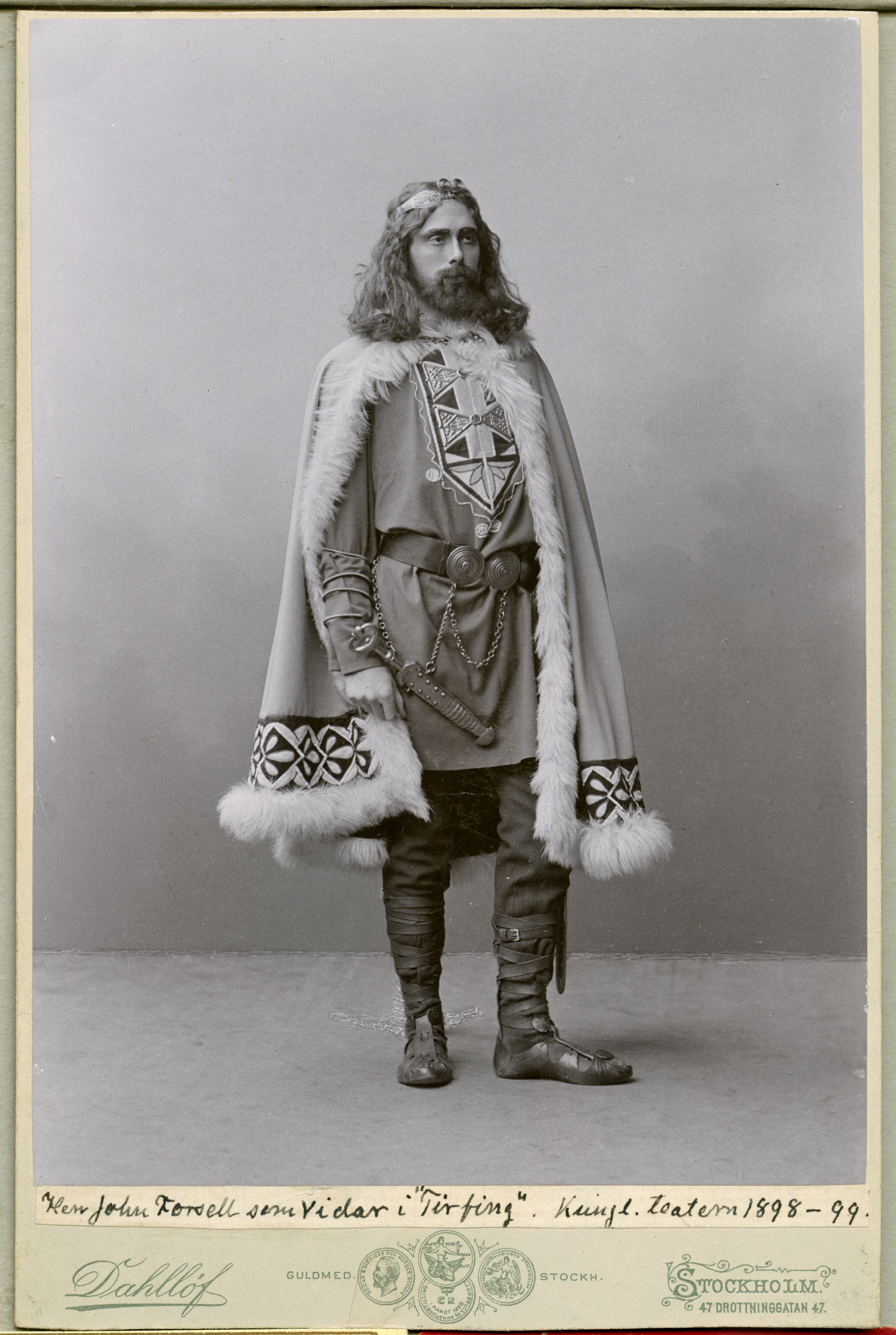
Som Vidar i Tirfing, Stockholmsoperan 1898.
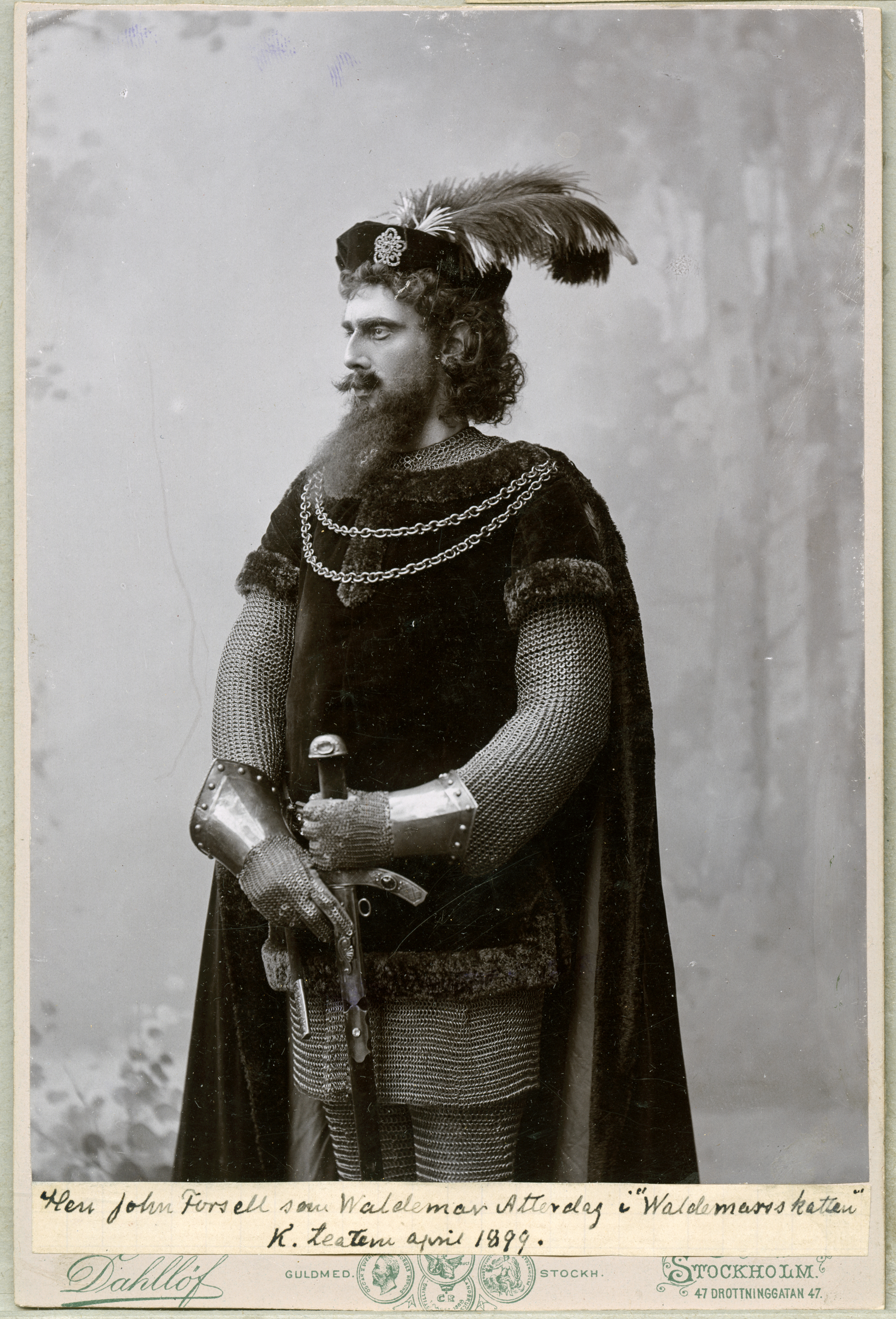
Som "Valdemar Atterdag" i Valdemarsskatten, Stockholmsoperan 1899.
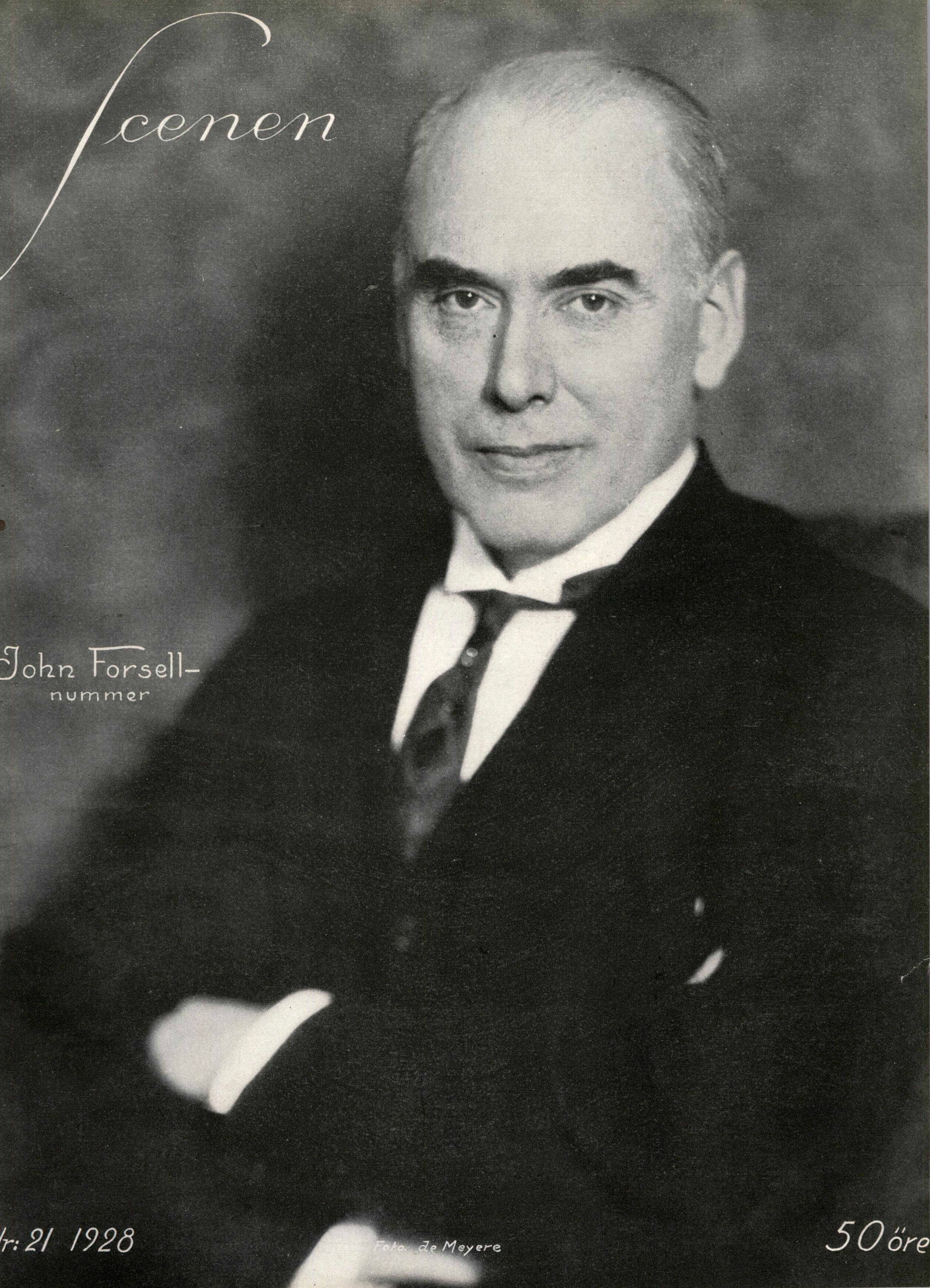
Foto på omslaget till Scenen 1928.